# 大列車強盗 (クライトン)
『大列車強盗』（だいれっしゃごうとう、The Great Train Robbery）は、1975年に出版されたマイケル・クライトンによる犯罪小説、またこの小説を原作として、原作者であるクライトン自らが脚本・監督を務め、1979年に公開されたアメリカ映画。

## 小説
1975年に出版。1855年にクリミア戦争の戦費としてイギリスがフランスへ支払うため列車で輸送していた金塊12,000ポンドを、エドワード・ピアースが列車内から強奪したという現実の事件を基に執筆された。この小説では1854年5月末頃にエドワード・ピアースが錠前破りのロバート・エイガーに共犯を持ちかけるところから始まり、1855年5月22日に金塊強奪を実行、1856年11月19日のピアース逮捕、1857年8月2日のピアースによる法廷での証言とその直後の脱走までを描き、主要登場人物のその後を簡単に報告する形で小説はまとめられている。
事実を元にした小説ではあるが、この物語のどこからどこまでが調査に基づいた事実であり、どの部分がクライトンの創作であるかは明らかにされておらず、事実を元にしていながら非常に娯楽性の高い小説となっている。物語の大部分が強盗の立案と準備に割かれており、その綿密な計画と大胆な実行がこの小説を大変読み応えのあるものにしている。
もとになった事件はヴィクトリア時代当時も大変メディアを賑わせたものであり、綿密な立案・準備、その被害額、大胆な犯行手段、逮捕まで1年半も要したスコットランド・ヤードへの非難など、方々に与えたその衝撃の大きさを表すために、この大列車強盗事件は全ての単語を大文字から始めて The Great Train Robbery と表現されている。

## 映画
タイトルを「The First Great Train Robbery」として、1979年2月2日にアメリカで公開。上映時間110分。メトロ・ゴールドウィン・メイヤー提供。原作者マイケル・クライトン自身が脚本・監督を担当した。

### キャスト
| 役名                 | 俳優                   | 日本語吹替 | 日本語吹替      |
| 役名                 | 俳優                   | TBS版      | 機内上映版      |
| -------------------- | ---------------------- | ---------- | --------------- |
| エドワード・ピアス   | ショーン・コネリー     | 若山弦蔵   | 若山弦蔵        |
| ロバート・アガー     | ドナルド・サザーランド | 羽佐間道夫 | 羽佐間道夫      |
| ミリアム             | レスリー＝アン・ダウン | 小原乃梨子 | 鈴木弘子        |
| ファウラー           | マルコム・テリス       | 神山卓三   | 富田耕生        |
| エドガー・トレント   | アラン・ウェッブ       | 千葉順二   | 槐柳二          |
| ファウラー           | マルコム・テリス       | 神山卓三   | 富田耕生        |
| シャープ             | ロバート・ラング       | 村松康雄   | 国坂伸          |
| バージェス           | マイケル・エルフィック | 飯塚昭三   | 飯塚昭三        |
| クリーン・ウィリー   | ウェイン・スリープ     | 鈴置洋孝   | 三ツ矢雄二      |
| トレント夫人         | パメラ・セイラム       | 鳳芳野     | 巴菁子          |
| エリザベス・トレント | ガブリエル・ロイド     | 小宮和枝   | 峰あつ子        |
| バーロウ             | ジョージ・ダウニング   | 長堀芳夫   | 村松康雄        |
| ハランビー           | ジェームズ・コシンズ   | 増岡弘     | 緑川稔          |
| マクファーソン       | ジョン・ベット         | 広瀬正志   | 広瀬正志        |
| 駅長                 | ピーター・ベンソン     | 平林尚三   | 大久保正信      |
| マギー               | ジャニーン・デュビツキ | 小宮和枝   | 菅谷政子        |
| トレントの執事       | ブライアン・デ・サルボ | 平林尚三   | 増岡弘          |
| 判事                 | アンドレ・モレル       | 千葉順二   | 田中康郎        |
| 検事                 | ドナルド・チャーチル   | 平林尚三   | 村松康雄        |
| ジミー               | ブライアン・グローバー | 増岡弘     | 飯塚昭三        |
| コノート             | ノエル・ジョンソン     | 増岡弘     | 大久保正信      |
| パトナム             | ピーター・バターワース | 広瀬正志   | 国坂伸          |
| バーク               | パトリック・バー       | 平林尚三   | 田中康郎        |
| ルイス               | ヒューバート・リース   | 飯塚昭三   | 増岡弘          |
| 司祭                 | セシル・ナッシュ       | 村松康雄   | 緑川稔          |
| その他               | N/A                    | 江本はつみ | 千葉繁 岡田直子 |

- TBS版：初回放送1983年2月28日TBS『月曜ロードショー』21:02-22:55
- 機内上映版：日本航空にて上映・当時の題は『新・大列車強盗』。

### スタッフ
- 監督：マイケル・クライトン
- 脚本：マイケル・クライトン
- 製作：ジョン・フォーマン
- 撮影：ジェフリー・アンスワース
- 編集：デヴィッド・ブレサートン
- 視覚効果：イアン・ウィングローブ
- 音楽：ジェリー・ゴールドスミス

### 日本語版
| 吹替           | TBS版              | 機内上映版        |
| -------------- | ------------------ | ----------------- |
| 演出           | 伊達渉             | 佐藤敏夫          |
| 翻訳           | 木原たけし         | 木原たけし        |
| 調整           | 丹波晴道           | 栗林秀人 龍渕雄司 |
| 効果           | 遠藤堯雄 桜井俊哉  | TFCグループ       |
| 録音           | TFCスタジオ        | TFCスタジオ       |
| 担当           | 金子達（TFC）      | 安斎久司（TFC）   |
| プロデューサー | 熊谷国雄（TBS）    | 余宮雅人（JAL）   |
| 配給           | U・A・テレビジョン | N/A               |
| 著作           | N/A                | 東北新社          |
| 製作           | N/A                | 日本航空          |
| 制作           | 東京放送 東北新社  | 電通              |

## 出版
- THE GREAT TRAIN ROBBERY （ペーパーバック）Random House, Inc. ISBN 0-345-39092-X
- 大列車強盗（早川書房、乾信一郎訳）
  - 単行本、1976年
  - 文庫、〈ハヤカワ文庫 NV256〉、1981年、ISBN 4-15-040256-6